# Mémorial de la Shoah
Pour les articles homonymes, voir Mémorial de la Shoah (Vienne) et Mémorial (homonymie).
Le Mémorial de la Shoah est un lieu de mémoire du génocide des Juifs, situé à Paris en France. Il réunit dans un même lieu :
- un musée consacré à l'histoire juive durant la Seconde Guerre mondiale dont l'axe central est l'enseignement de la Shoah. Ce musée a ouvert ses portes en janvier 2005, dans le quartier du Marais (4e arrondissement de Paris) ;
- plusieurs « lieux de mémoire » : le tombeau du martyr juif inconnu (dans la crypte), le Mur des Noms, le mémorial des enfants, et le Mur des Justes ;
- le Centre de documentation juive contemporaine (CDJC).

En face de l'ancien camp d'internement de La Muette à Drancy, une antenne du Mémorial de la Shoah a été ouverte en 2012.

## Historique du mémorial
En avril 1943, pendant la Seconde Guerre mondiale à Grenoble, Isaac Schneersohn et Léon Poliakov fondèrent clandestinement le Centre de documentation juive contemporaine, dans le but de réunir des preuves documentaires sur la destruction des Juifs d'Europe.
En 1957, fut inauguré le Mémorial du Martyr juif inconnu. En janvier 2005, l'ensemble du site avec le Mur des Noms prend le nom de Mémorial de la Shoah.
Le 21 septembre 2012, un mémorial situé sur le site de l’ancien camp de Drancy a été inauguré par François Hollande, président de la République française.
Le mémorial est présidé depuis 2005 par Éric de Rothschild.

## Actions du Mémorial de la Shoah
- Expositions temporaires sur l'histoire des Juifs pendant la Seconde Guerre mondiale en France et en Europe. Elles s'appuient également sur l'art et la littérature.
- Activités pédagogiques et actions de formation :
  - accueil de classes
  - ateliers pédagogiques
  - projections rencontres en partenariat avec le Forum des Images
  - formation en direction des publics adultes, notamment pour les enseignants
  - voyages sur les lieux de mémoire et au premier chef, Auschwitz
  - université d'été
- Accueil des familles de victimes
- Activités éditoriales :
  - Revue d'histoire de la Shoah, créée en 1946, consacrée aux génocides du XXe siècle
  - édition de monographies

## L’allée des Justes

### Le «Mur des Justes»

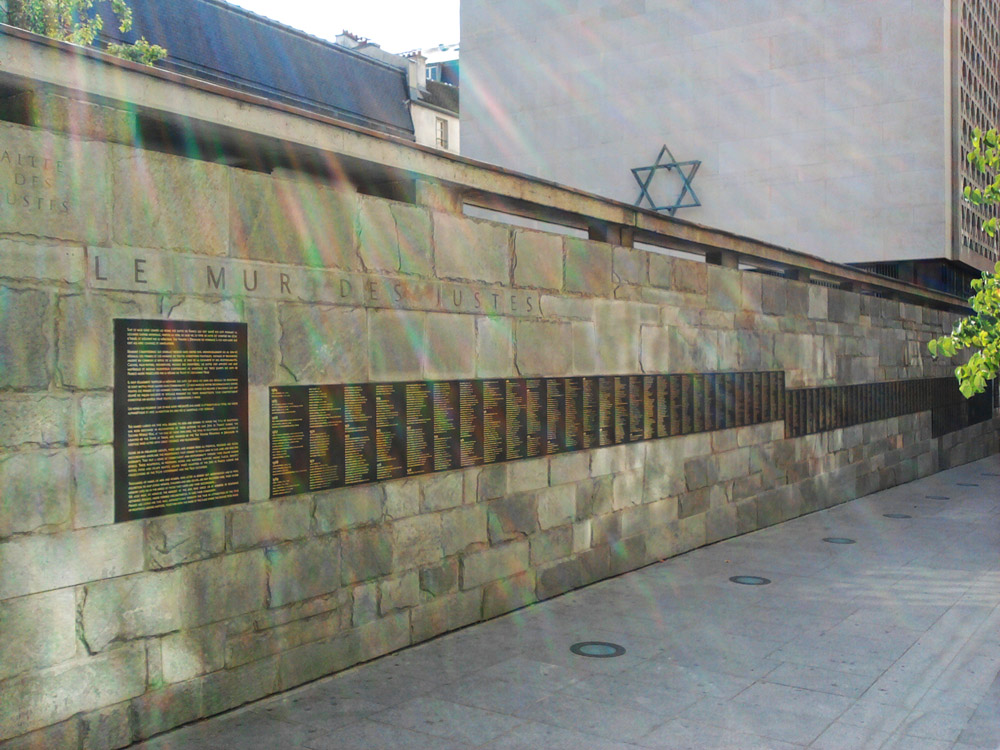
L’Allée des Justes et le mémorial.

En bordure du mémorial, dans l'allée des Justes, un « Mur des Justes » rend hommage aux Justes de France, dont il présente la liste par année (de nomination au titre de Juste) et par ordre alphabétique. Ce « Mur des Justes » a été réalisé par Antoine Jouve, Simon Vignaud et Anne Sazerat, architectes et Bernard Baissait, graphiste. Il est inauguré le 14 juin 2006, en même temps qu'une exposition temporaire consacrée aux Justes.
Il y a, en 2015, 3 899 Justes de France, mais seuls 3 853 noms figurent sur le mur, la dernière mise à jour datant de 2014.

### Le passage amplifié
Le passage amplifié est une œuvre sonore des artistes suédois et belge Miriam Bäckström et Carsten Höller en mémoire des enfants juifs déportés, inaugurée le 23 septembre 2008. Il s'agit d'une série de haut-parleurs située dans l'allée des Justes, en bordure du mémorial, qui reprennent et déforment les sons de la rue de sorte qu'ils semblent venir de nulle part.
Cette œuvre symbolique a été commandée par le Comité de l'art de la ville de Paris, en réponse à la demande du Conseil national pour la mémoire des enfants juifs déportés d’ériger un mémorial en souvenir des 11 400 enfants juifs français — dont 6 100 petits Parisiens — déportés vers les camps d’extermination nazis entre 1942 et 1944. Elle a coûté 150 000 euros.

## Le Mur des Noms

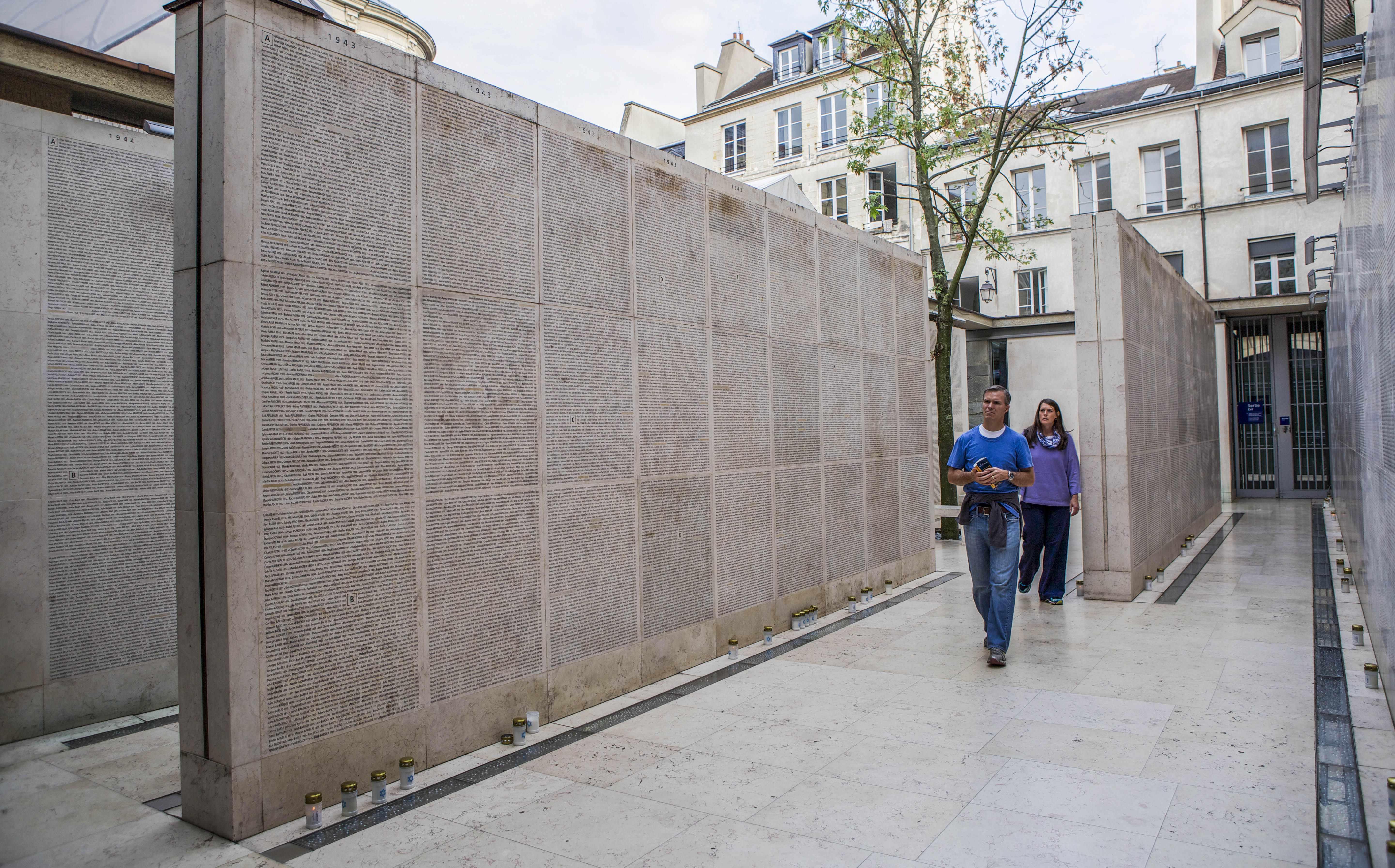
Le Mur des Noms du Mémorial de la Shoah.

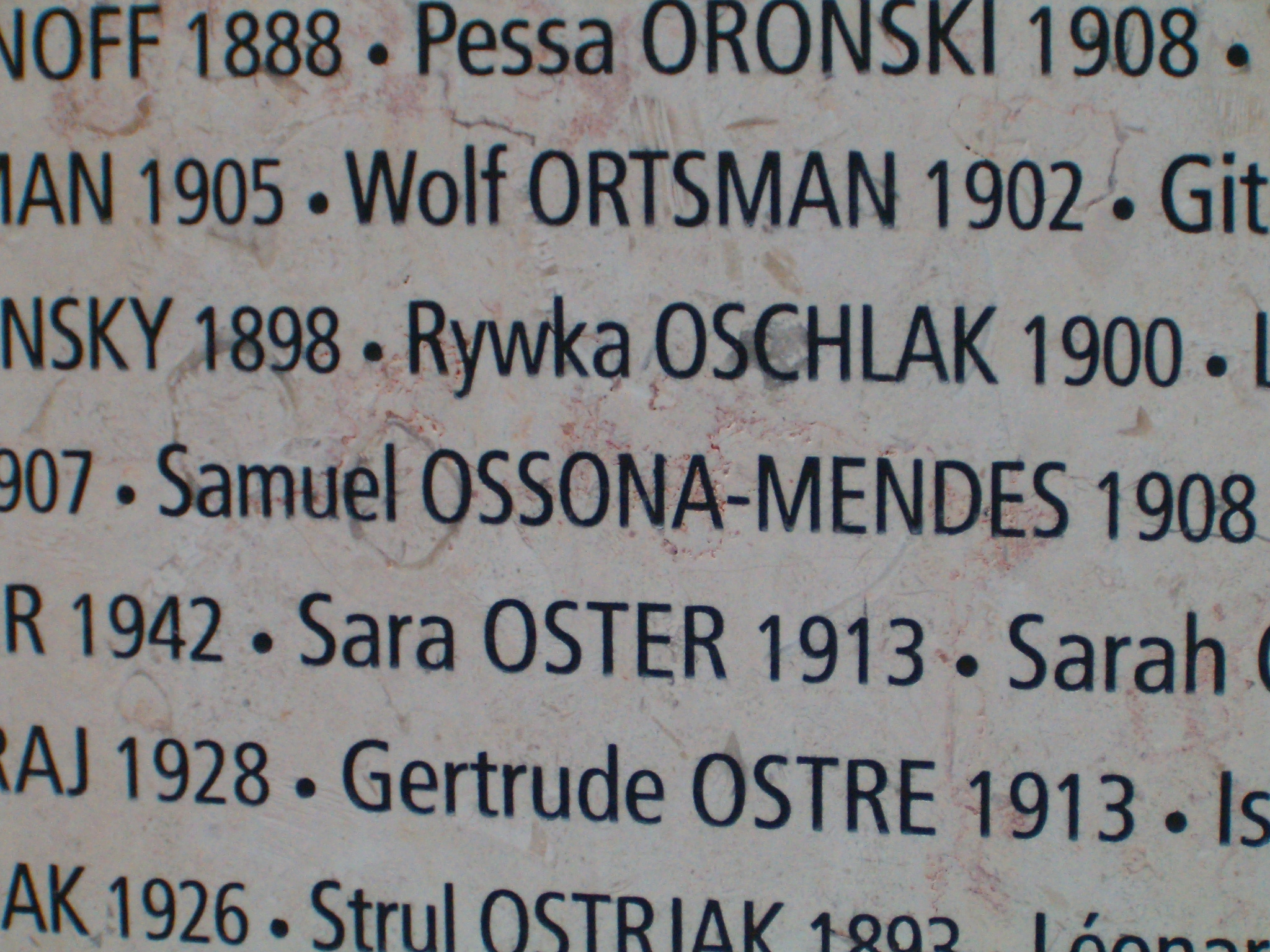
Une partie du Mur des Noms du Mémorial de la Shoah.

Le Mur des Noms, taillé dans des pierres provenant de Jérusalem, se trouve à l'entrée du mémorial. Son rôle est de garder la mémoire des 75 568 juifs français et étrangers, dont 11 400 enfants, déportés de France. Les noms sont classés par année, de 1942 à 1944 et par ordre alphabétique. Le service des archives du CDJC fait régulièrement des mises à jour : lorsqu'il retrouve le nom d'autres personnes juives déportées de France ou constatent qu'un nom a été mal orthographié sur les listes de déportation, les noms sont gravés en fin de liste avec comme introduction « Le Nom des déportés découverts après l'inscription ».
Ceux qui souhaitent se recueillir peuvent déposer des bougies, des fleurs ou des cailloux au pied des murs où les noms sont inscrits.
Le Mur des Noms a été inauguré le 25 janvier 2005 par le président Jacques Chirac.

## Librairie
Après le Mur des Noms, après l'entrée, un peu au fond une librairie spécialisée sur la Shoah, le nazisme, l'antisémitisme et l'histoire du peuple juif.

## La crypte

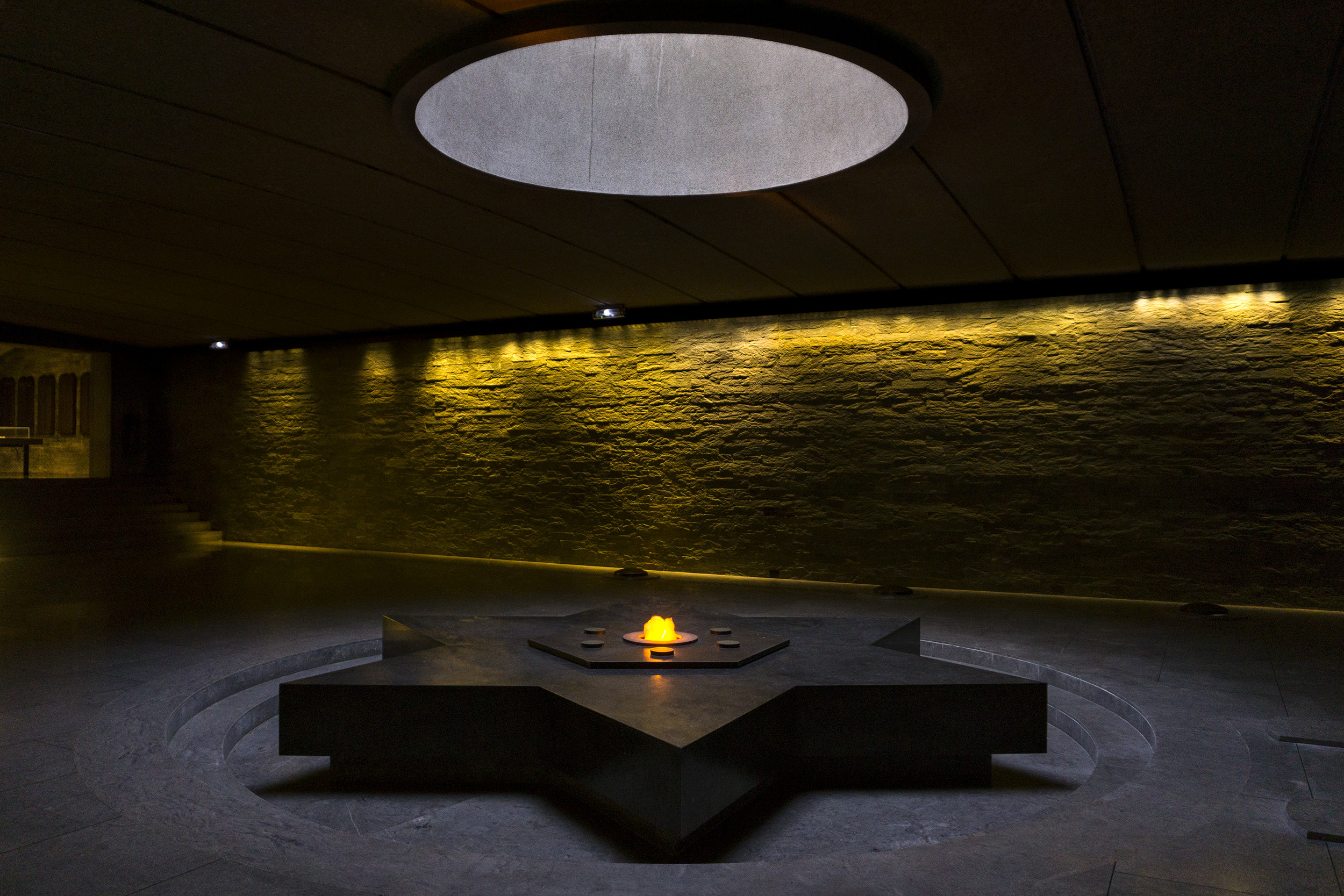
La crypte.

Sous le parvis, une crypte abrite le tombeau du martyr juif inconnu. Dans ce tombeau en marbre noir, ont été déposées le 24 février 1957, des cendres de Juifs exterminés dans les camps de la mort et dans les ruines du ghetto de Varsovie, mêlées à de la terre d'Israël. Le monument a la forme de l'étoile de David au centre de laquelle brûle une flamme éternelle, hommage aux six millions de Juifs disparus pendant la Seconde Guerre mondiale. Le tombeau a été réalisé par les architectes Alexandre Persitz et Georges Goldberg.
Sur un des murs, il est écrit :
הביטו וראו אם יש מכאוב כמכאבי - נער וזקן בתולתי ובחורי נפלו בחרב
Ce qui signifie :
« Regardez et voyez s’il est une douleur pareille à ma douleur — le jeune et le vieux, mes jeunes filles et mes jeunes hommes sont tombés sous le glaive. »

## Le Mémorial des enfants

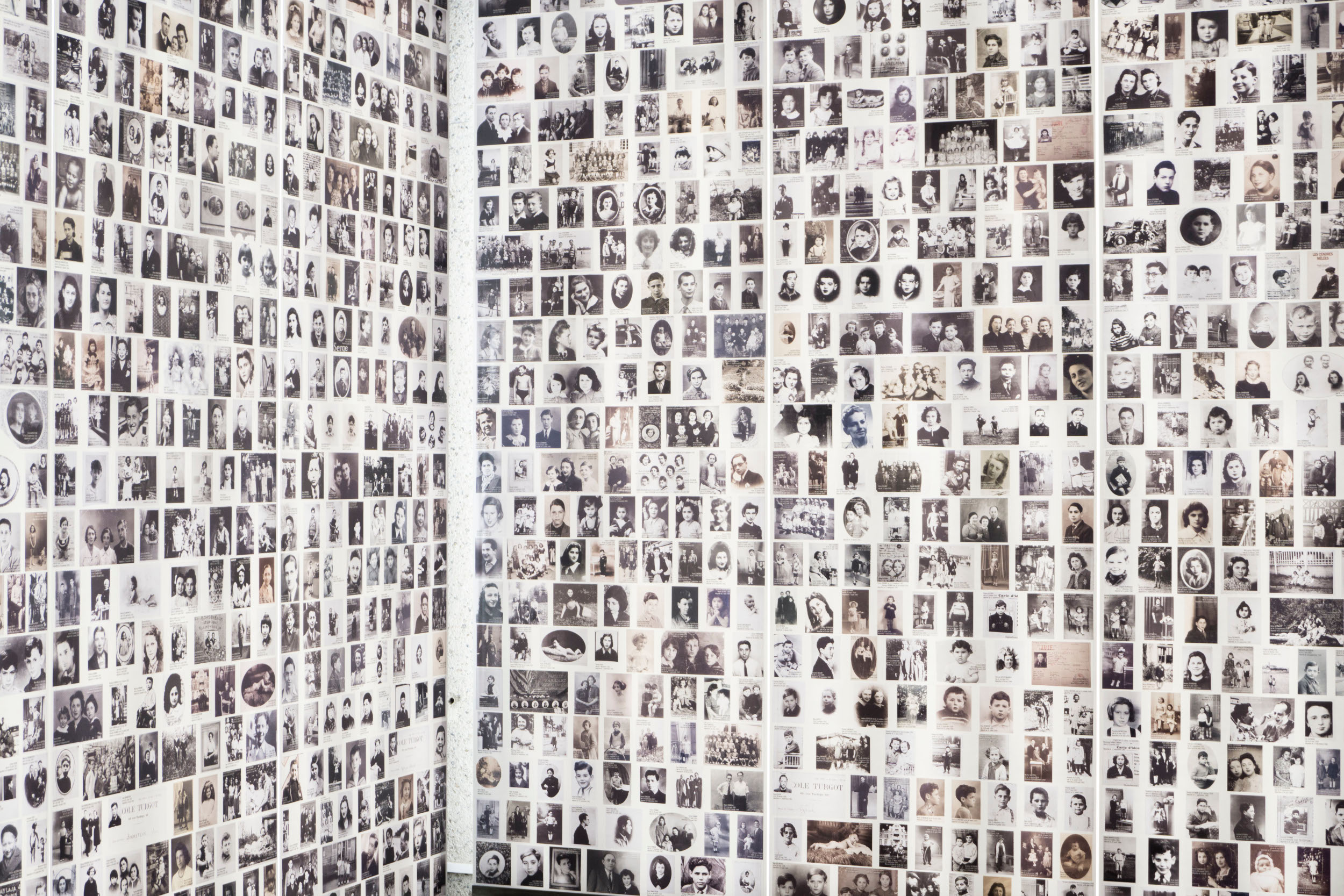
Une partie du Mémorial des enfants.

Dans la salle du Mémorial des enfants, 3000 photographies d'enfants juifs déportés depuis la France sont présentées les unes à côté des autres.

## Le Centre de documentation juive contemporaine
Ce centre, situé dans les étages supérieurs du mémorial, conserve un fonds documentaire parmi les plus importants d'Europe : 40 millions de documents d'archives dont 90 000 photos et 80 000 ouvrages et périodiques. Il est ouvert aux chercheurs comme aux simples citoyens qui peuvent y rechercher des documents concernant leur famille.

## Films tournés au Mémorial de la Shoah
- 2007 : Un secret de Claude Miller
- 2010 : Le Nom des gens de Michel Leclerc
- 2010 : Elle s'appelait Sarah de Gilles Paquet-Brenner
- 2014 : Les Héritiers de Marie-Castille Mention-Schaar
- 2019 : J'aimerais qu'il reste quelque chose, documentaire de Ludovic Cantais
- 2022 : Simone, le voyage du siècle d’Olivier Dahan

## Accès
L'entrée principale est au numéro 17 de la rue Geoffroy-l'Asnier dans le 4e arrondissement de Paris. Ce site est desservi par les stations de métro Saint-Paul (lignes 1 du métro), Hôtel de Ville (lignes 1 et 11) et Pont Marie (ligne 7).

## Galerie

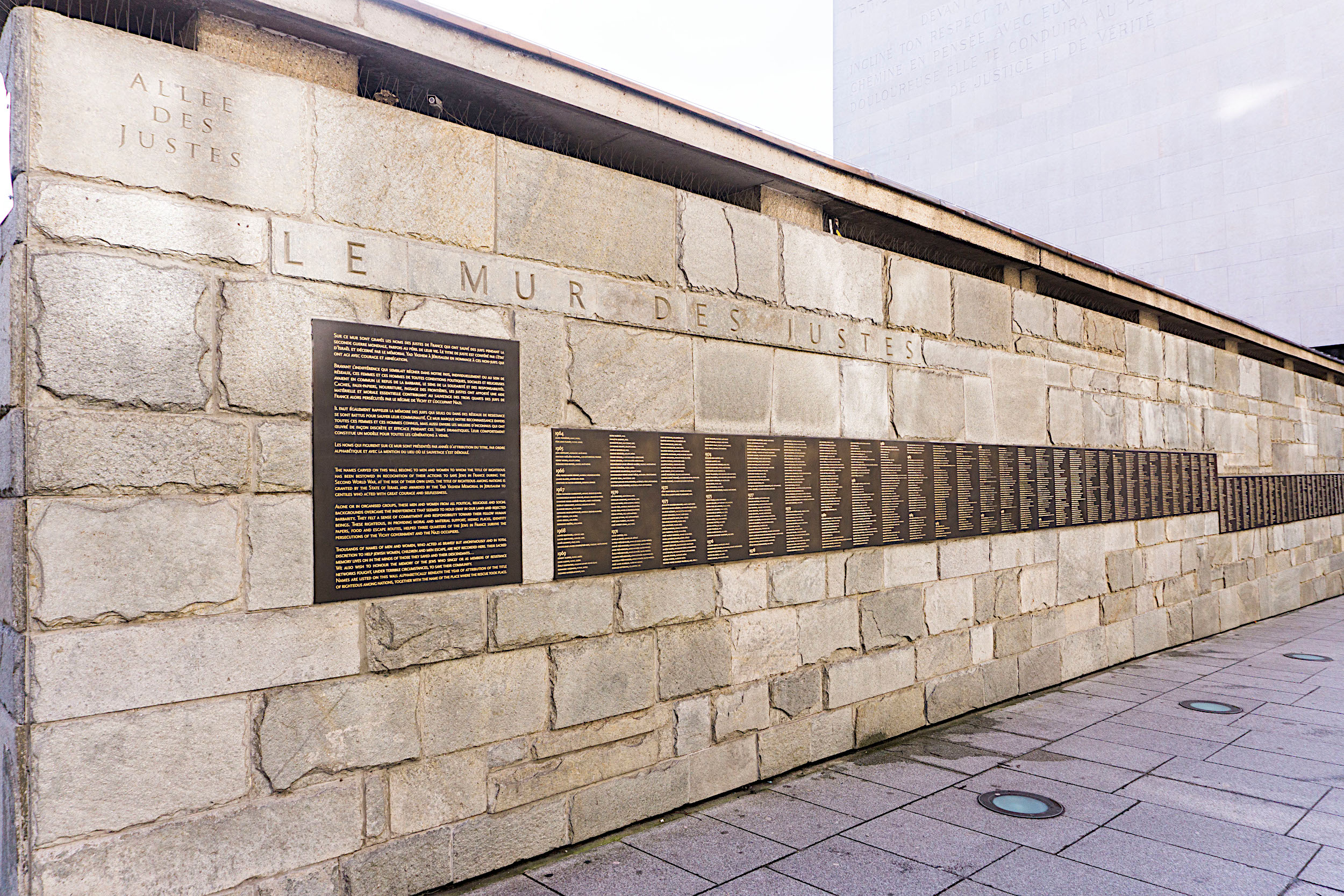
Le mur des Justes.
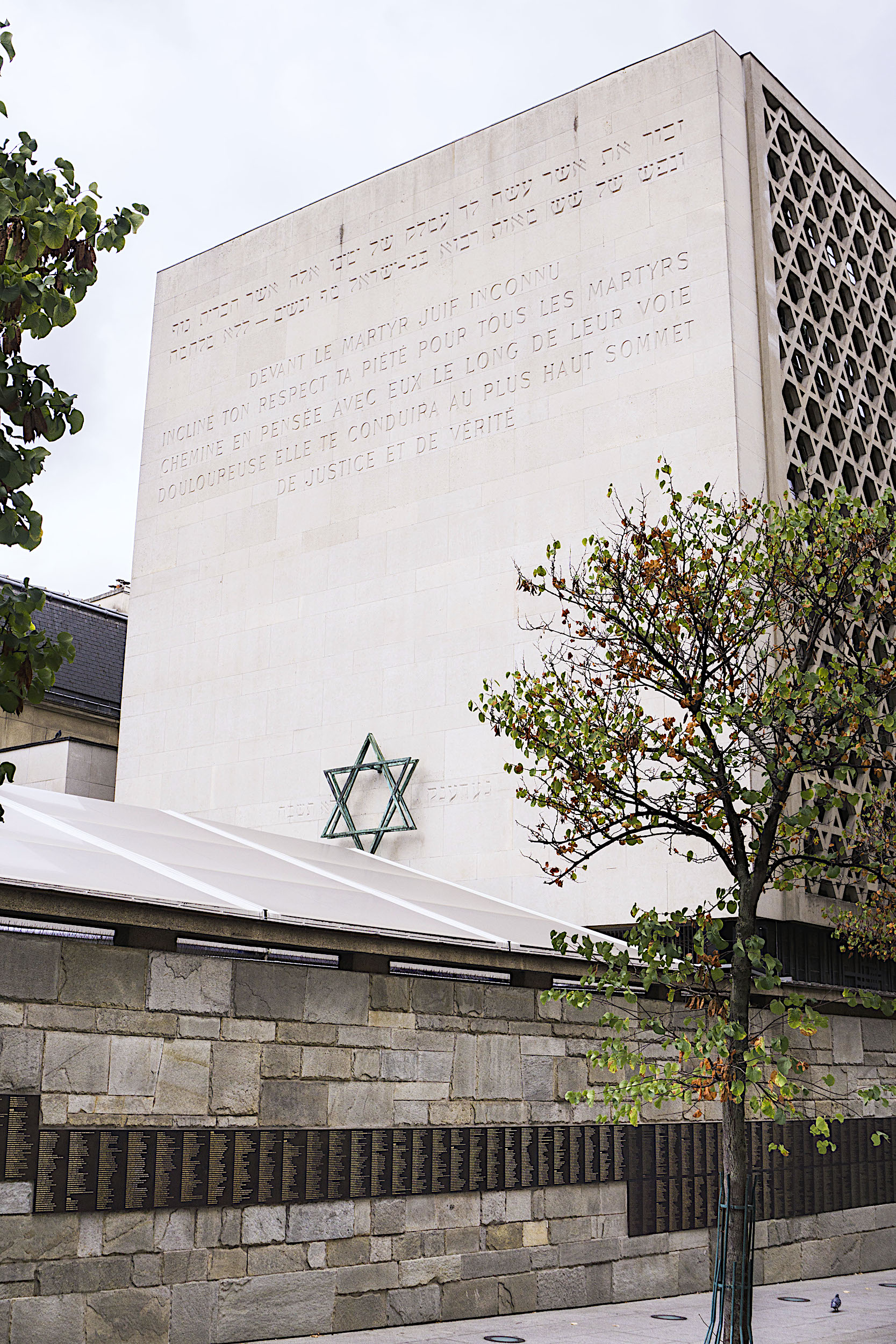
La façade frontale du mémorial, visible de l'allée des Justes de France.
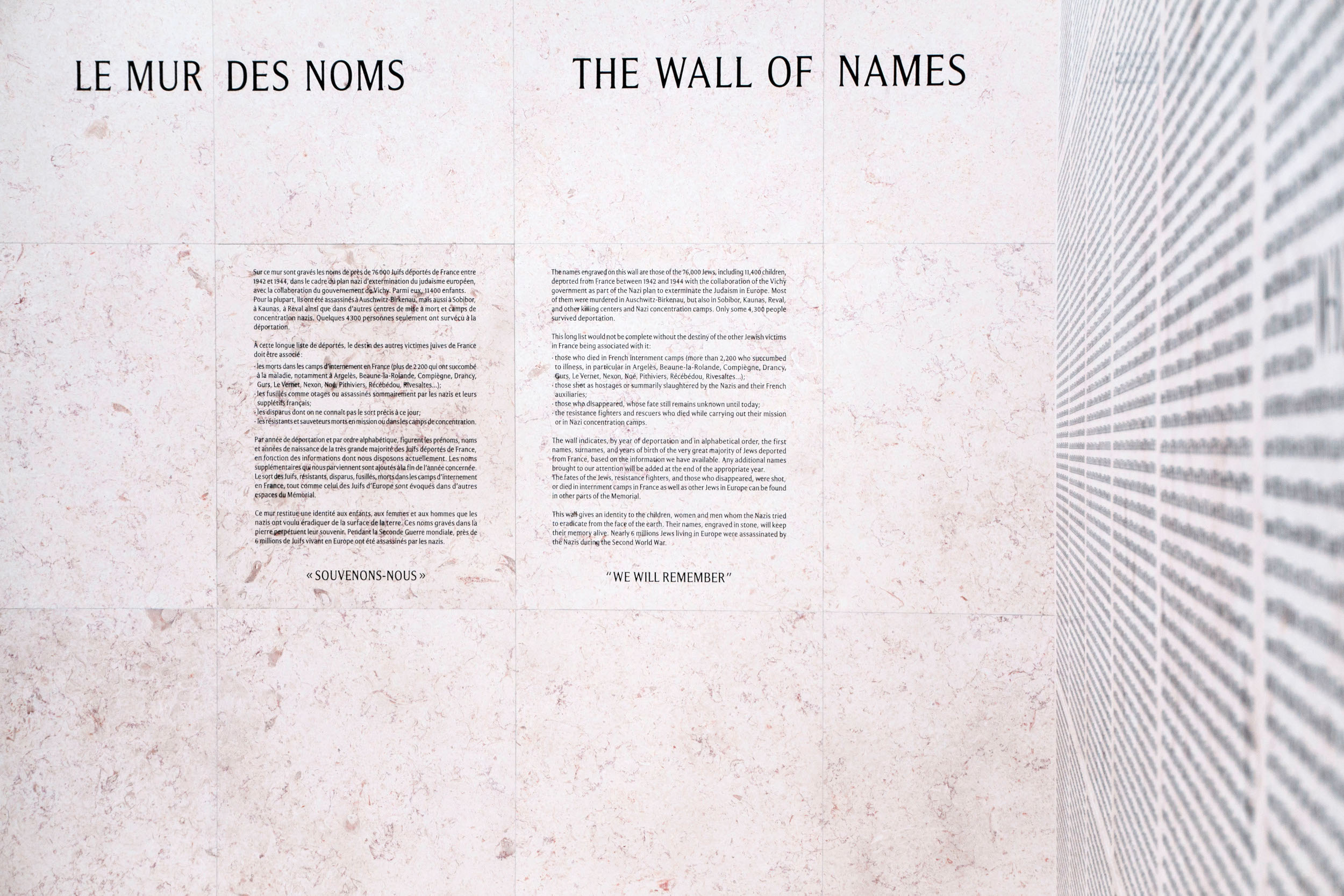
Le mur des Noms.
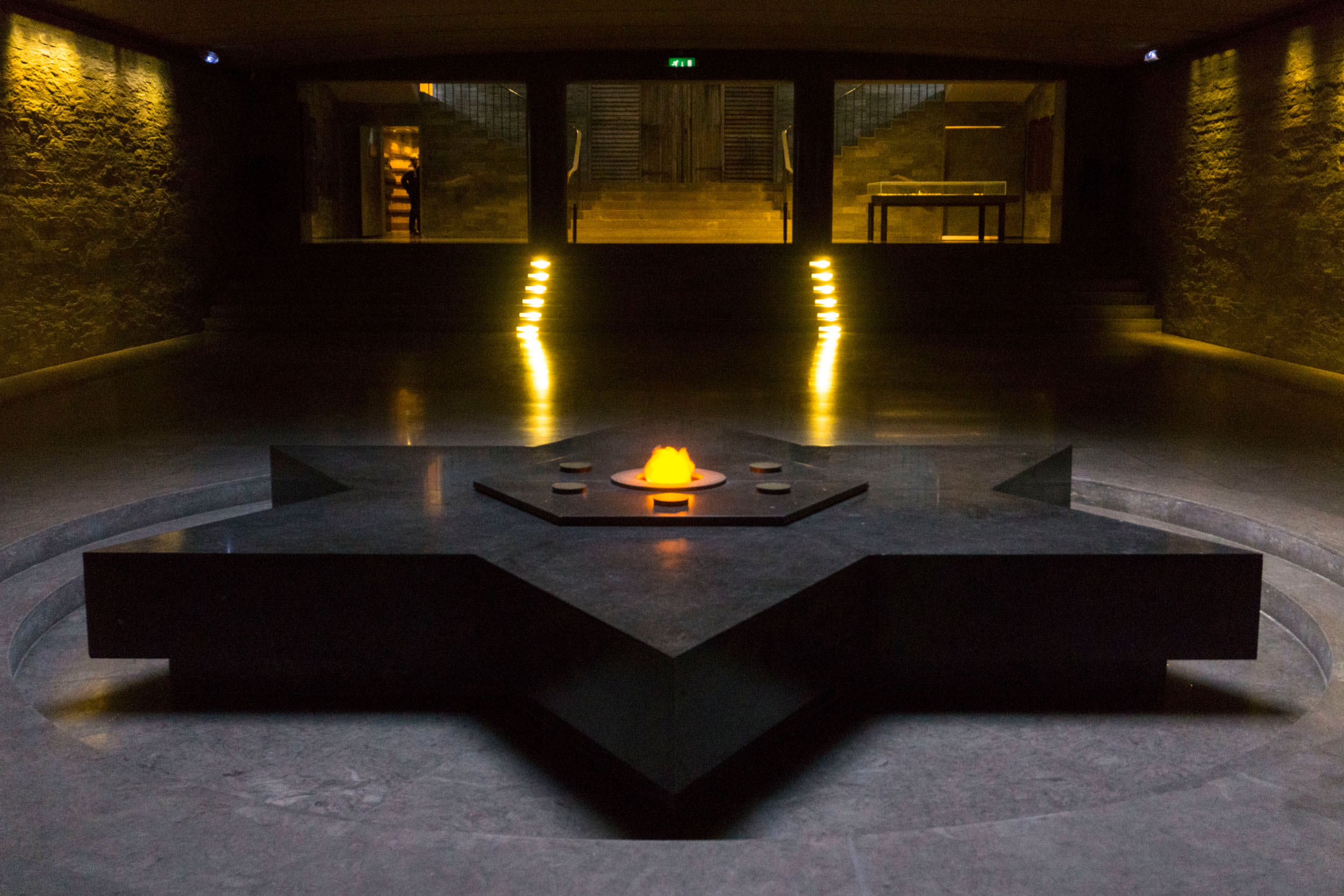
La crypte.
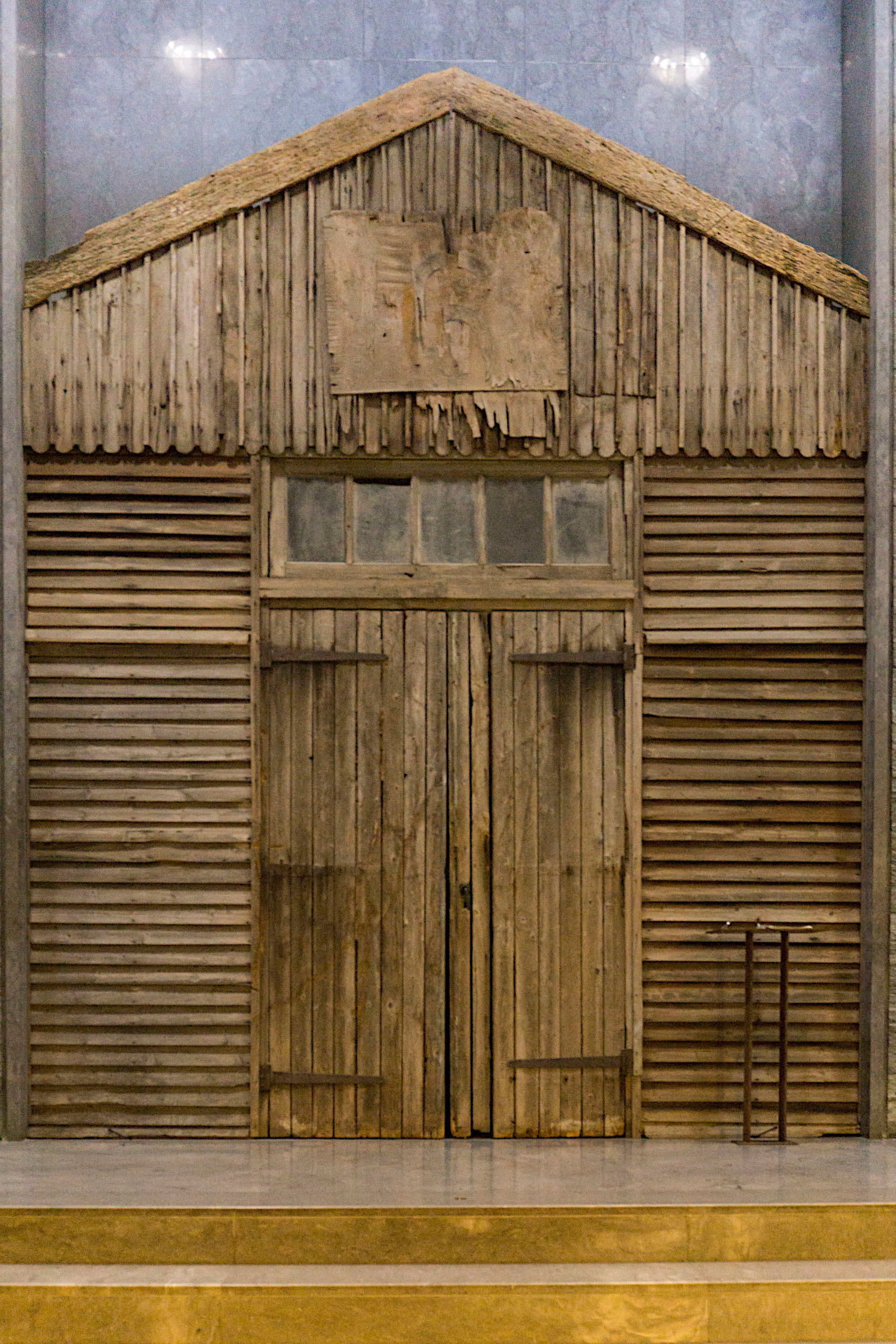
Porte de la baraque n°6 du camp de Beaune-la-Rolande.